# Melchioreilanden
De Melchioreilanden zijn een groep met ijs bedekte eilanden en rotsen die behoren tot de Palmerarchipel aan de noordwestelijke kust van het Antarctisch Schiereiland. De eilanden liggen in de Dallmannbaai tussen Antwerpeneiland en Brabanteiland.

## De eilanden
De namen van bijna alle eilanden zijn ontleend aan het Griekse alfabet. Eilanden die tot de Melchioreilanden behoren zijn: Alpha-eiland, Bèta-eiland, Gamma-eiland, Delta-eiland, Epsiloneiland, Èta-eiland, Kappa-eiland, Lambda-eiland, Omikroneilanden, Pi-eilanden,  Psi-eilanden, Rho-eilanden, Sigma-eilanden, Tau-eilanden, Thèta-eilanden, Omega-eiland en Bremeneiland. Bremeneiland heeft als uitzondering niet een van het Griekse alfabet afgeleide naam. Dit eiland werd pas in 2003 ontdekt als zelfstandig eiland tijdens een cruise door de passagiers van het schip Bremen en werd naar dit Duitse cruiseschip vernoemd.

## Geschiedenis
De eilanden werden ontdekt door een Duitse expeditie in 1873-1874 onder leiding van Eduard Dallmann. Tijdens de vierde Franse Antarctische Expeditie (1903-1905) door de poolreiziger Jean-Baptiste Charcot werden de eilanden opnieuw waargenomen. Charcot beschouwde de eilanden die tegenwoordig bekend staan als de Èta- en Omega-eilanden als één eiland en noemde het Île Melchior, naar de Franse vice-admiraal Jules Melchior (1844-1908) die de expeditie van Charcot ondersteunde. Na Argentijnse expedities naar Antarctica in 1942 en 1943 werden de afzonderlijke eilanden hernoemd en kreeg de hele eilandengroep de naam Archipiélago Melchior.